# Cappella di Santa Maria Maddalena (Bédoin)
La Cappella di Santa Maria Maddalena nel comune di Bédoin è una delle più antiche cappelle romaniche del dipartimento di Vaucluse, se non la più antica, esclusi elementi parziali o strutturali che sono stati inglobati in interventi posteriori. La cappella è assai conosciuta e visitata spesso per alcuni aspetti peculiari: la sua architettura, dalle forme caratteristiche e desuete nella regione; la sua integrità costruttiva e strutturale assai rara; la sua storia e le misteriose origini ancora non del tutto disvelate dagli ultimi studi e scavi; il paesaggio naturale di particolare fascino nel quale essa si inserisce e infine la sua testimonianza di edificio romanico del tutto spontaneo, nato su preesistenze gallo-romane.

## Ubicazione
La cappella è situata sulla parte pianeggiante di un dosso detritico alla base delle ultime falde occidentali del Mont Ventoux, nei pressi dell'imbocco della Combe Obscure. Fa parte di una tenuta privata, il Domaine de la Madeleine, che si trova a tre chilometri dal paese di Bédoin, sulla strada dipartimentale 19 (RD19) che collega Bédoin alla cittadina di Malaucène.

## Il sito
La cappella di Santa Maria Maddalena sorge in una località particolare, molto adatta all'insediamento umano. Infatti la presenza dell'uomo su questa collina e nelle conche adiacenti risale ad epoche assai remote.
Si tratta di un sito che beneficia di condizioni decisamente favorevoli, fra le quali alcune appaiono essenziali: è protetto dai venti freddi del Nord da un imponente roccione, detto Rocher de la Madelène, nonché dagli ultimi contrafforti occidentali del Mont Ventoux. Il sito è esposto a Sud e guarda verso il paese di Crillon-le-Brave e la piana del Rodano. È attorniata da ampi spazi pianeggianti che si offrono alle attività agricole. Nelle immediate vicinanze, inoltre, vi era una sorgente carsica di non trascurabile portata.

Questa era collegata ad un'altra risorgiva carsica, il Groseau, sita alla base del versante opposto della montagna, per mezzo di un tracciato di transumanza, o comunque battuto dalle greggi e dai viaggiatori, chiamato "sentiero del Grand Félat", quasi che le due fonti segnassero le tappe di un percorso predeterminato da secoli che metteva in collegamento la piana di Carpenctorate (Carpentras) con quella di Vesium (Vaison-la-Romaine) e di Aurasium (Orange).
L'esistenza di questo tracciato di mezza costa lungo le basse falde del Ventoux ci è confermata da Jules de la Madelène e da Albert Grenier. Quanto alla sorgente, essa si è impoverita col tempo sino a disseccarsi completamente negli anni settanta del secolo scorso.
Già nel 1500 a.C. il sito fu luogo di sepolture collettive, come testimoniano gli scavi fatti nel 1970 ai piedi del Rocher, 600 metri a Ovest della cappella.
Durante il periodo romano il luogo fu assai probabilmente sede di una "centuria", proprietà o colonia romana che veniva attribuita ai veterani. Infatti, nel "Catasto di Orange", ricostruito a partire da frammenti di lastre incise fra il 69 e il 117, la località sembrerebbe essere inclusa nel quadro catastale del Castrum di Bédoin, anche se le lastre corrispondenti sono andate perdute.
All'inizio del XVIII secolo furono fatti diversi scavi dai quali emersero varie pietre con iscrizioni, che però non furono conservate, assieme a numerosi frammenti di tegole in cotto e di pietre da costruzione (conci). Un altare romano, posto nell'abside meridionale della cappella, reca poi un'interessante iscrizione del I secolo:
L. EPPIUS LEO VXSACANO
* V. * S. * L. * M.*
e cioè: L(ucius) Eppius Leo Uxsacano v(otum). s(olvit). l(ibens). m(erito).
Questa iscrizione fu pubblicata da Otto Hirshfeld, il quale annota come Esprit Calvet l'avesse già osservata nella cappella della Madelène alla fine del Settecento. L'altare su cui era incisa e che si trovava nella cappella da molto tempo, fu probabilmente il frutto di un ritrovamento casuale, in mezzo ai ruderi che dovevano abbondare nelle vicinanze. Uxsacanus era dunque una divinità gallo-romana locale, forse quella della sorgente o, come ipotizza Guy Barruol, una delle divinità del Mont Ventoux.
Altri ritrovamenti attestano nel loro complesso la presenza di alcune edificazioni gallo-romane nel sito e, in seguito, paleocristiane, come ad esempio i sarcofagi del IV secolo (conservati al British Museum), forse importati da Roma stessa, come arguisce Henri Lavagne che li ha studiati a fondo. In seguito, una villa romana (in questo contesto leggi: "casa rurale" o "fattoria") o gallo-romana fu certamente realizzata nei pressi dell'attuale cappella.
In assenza di ulteriori documentazioni non appare però possibile conoscere quando il sito ed i suoi edifici, quali che essi fossero, divennero un centro di culto e di attività religiose prettamente cristiane. Dalla fine del IV secolo sino alla metà del VI, le comunità cristiane si diffusero nella regione sotto l'impulso di vescovi come Honorat, Hilaire o Césaire d'Arles, e crearono o adattarono diversi luoghi di preghiera erigendo sovente delle cappelle funerarie, laddove esistevano già delle necropoli o dove andavano insediandosi comunità cristiane prevalentemente composte da piccole comunità di religiosi.
Nel 1965, nel corso di uno scavo nel pavimento della cappella, venne alla luce un sarcofago trapezoidale senza iscrizioni o decorazioni, scavato in un unico blocco di pietra calcarea, nonché altri quattro sarcofagi simili, utilizzati come elementi di fondazione dei piedritti della navata centrale della cappella. Questo tipo di sarcofago ha origini molto antiche, ma scomparve nell'VIII secolo. L'impiego di antichi sarcofagi in pietra come elementi costruttivi, specie per le fondazioni, non è una rarità, anzi, costituiva un uso piuttosto comune. Si veda ad esempio, la chiesa di Isle-Aumont, nell'Aube. Altri scavi, effettuati nel 2002 e nel 2003 confermarono che l'insieme delle costruzioni e della piccola necropoli risalivano certamente ad epoca tardo-romana.
Appare dunque legittimo concludere, seppure in via provvisoria, che il sito ove sorge la cappella della Madelène sia stato sede sin dall'antichità di una sequenza pressoché ininterrotta di insediamenti e di presenze umane e che una cappella funebre cristiana vi fu eretta agli inizi dell'Alto Medio Evo, sostituendosi agli edifici del culto pagano. Una comunità di anacoreti poté allora stabilirsi fra le rovine della villa gallo-romana nel corso del X secolo, anche per vegliare sulla necropoli, proprio come era già accaduto non molto tempo prima per l'Abbazia di Montmajour.
Ciò spiegherebbe la denominazione di "Monestrol" o "Monestrolio" data al luogo e induce a pensare che sul sito vi fosse un piccolo monastero (Monestrol) che accoglieva gli eremiti, gli asceti e i religiosi.
Fu questa comunità, molto probabilmente, che edificò nei primissimi anni del 2º millennio la cappella di S. Pietro di Monestrol, poi rinominata cappella di S. Maria Maddalena.

## La cappella romanica

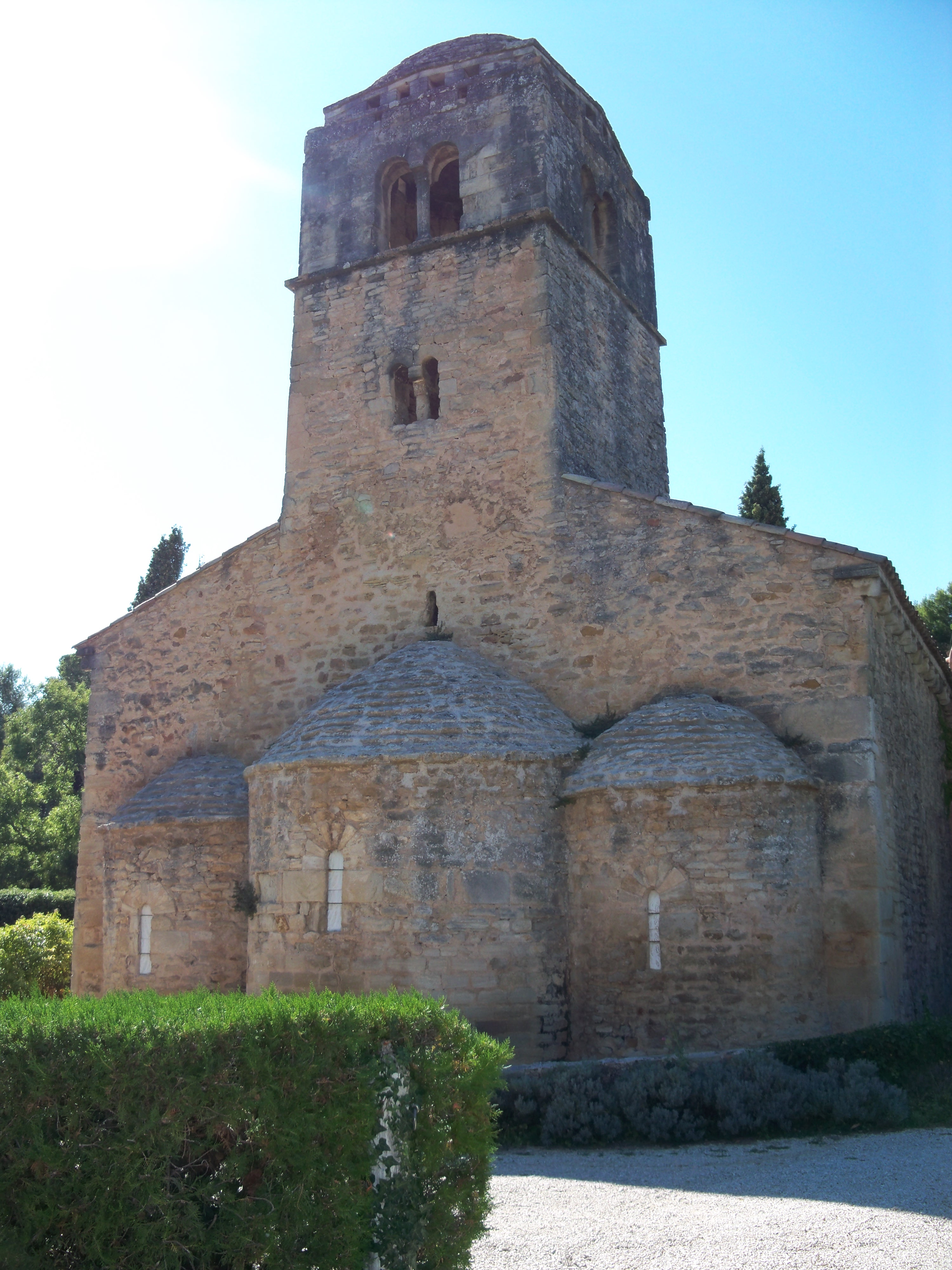
La facciata Est

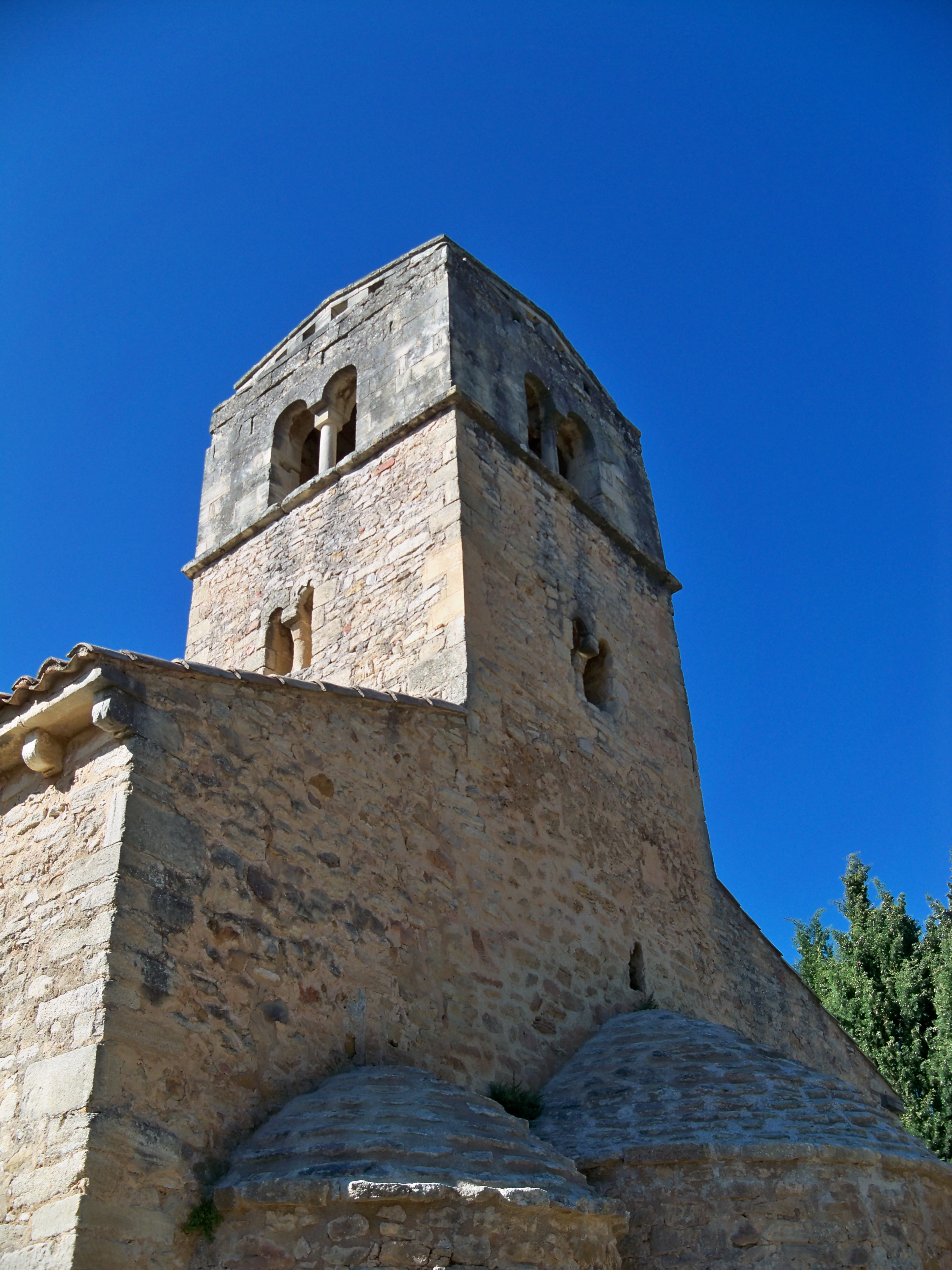
Il campanile

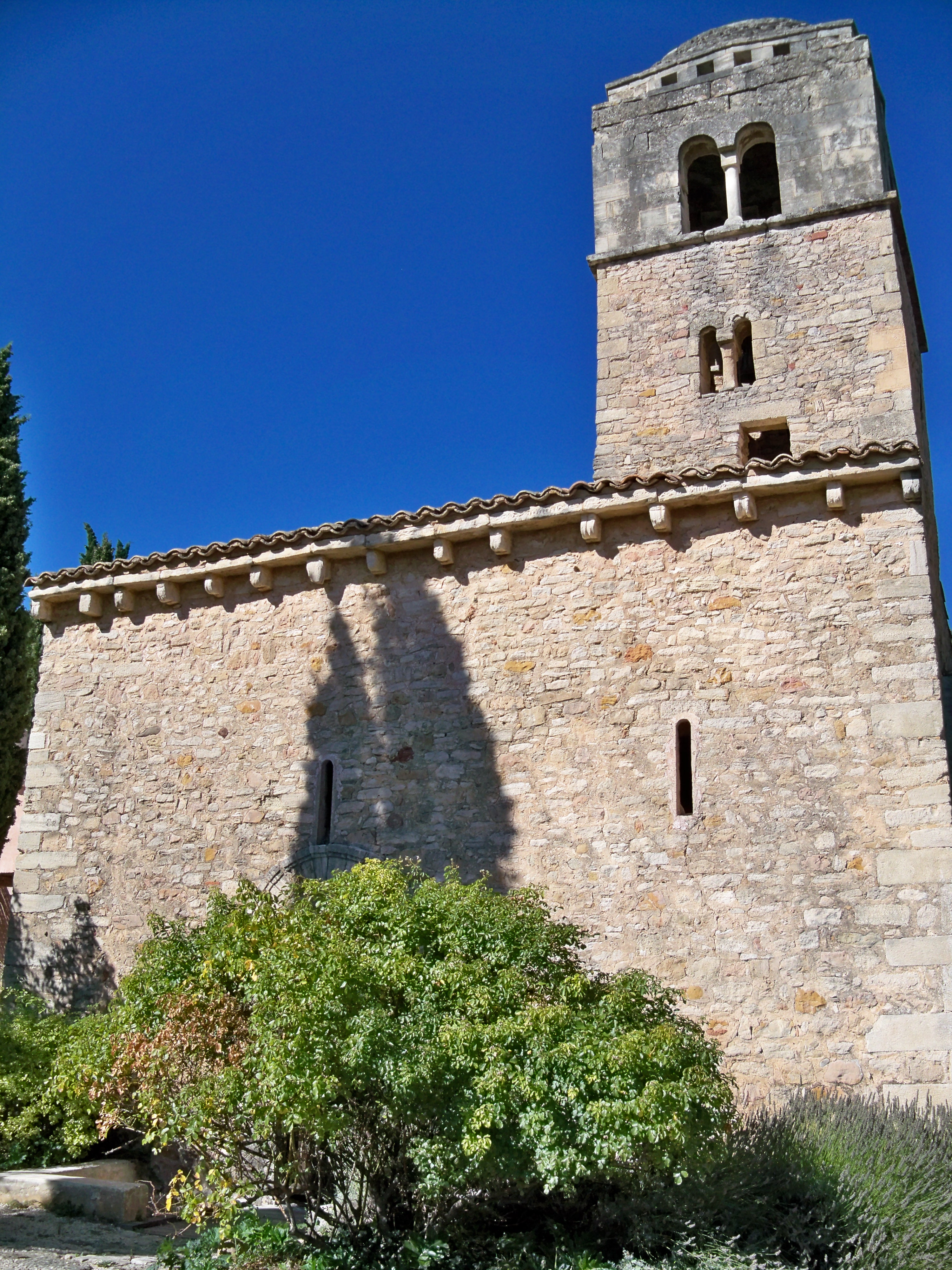
La facciata Sud

### Storia
La costruzione di questo antico santuario, tipico della primissima architettura romanica in Provenza, può essere fatta risalire con buona approssimazione ad un periodo compreso fra il 1010 e il 1025.
Dalla dotta ed esauriente trattazione di Dom Claude Chantelou, religioso dell'Abbazia di Montmajour, che nel 1700 scrisse in latino la storia della sua Abbazia, possiamo stabilire che la storia della cappella della Madelène ha inizio con un avvenimento assai ben documentato: la donazione del castrum di Bédoin, con terreni e chiese annesse, all'Abbazia benedettina di Montmajour di Arles, da parte dell'allora Signore di Bédoin, il conte Exmido (o Ismidion).
Il lascito di Exmido fu ratificato da Corrado il Pacifico, re di Borgogna e di Provenza.
Di questa donazione da parte del conte Exmido il cui testo è stato pubblicato da G. G. Durand, non si conosce la data esatta. Essa è comunque sicuramente anteriore al 993, data della morte del re Corrado, e posteriore a quella della fondazione dell'Abbazia di Montmajour. Si pone dunque fra il 964 e il 993. Il testo della donazione così recita:
cum ecclesiis cum decimis et primitiis et cum oblatione vivorum et mortuorum

et ecclesiam S. Petri que nominant Monastrol et cum agenticiis et pertinentis suis

et ipsum castrum et ipsa terra teneant ipsi monachi de monasterioque nuncupant

Montemajore ...

Facta donatio isto in mense september regnante Conrado rex et manu sua firmavit.»
Nel 998 una Bolla di Gregorio V confermò i possedimenti dell'Abbazia, fra i quali il castrum di Bédoin, le sue terre e le chiese annesse, donate dal conte Exmido. Il nome e il numero di tali edifici ecclesiali comparve però solo nel 1097, in una nuova conferma emessa dalla Cancelleria di papa Urbano II, la quale indica: S. Antonio, S. Maria e S. Pietro di Monestrol.
Negli stessi termini si esprime la Bolla di papa Pasquale II, datata 1102. Alla fine del XII secolo vi erano dunque tre chiese nel territorio di pertinenza di Bédoin. Dalla Bolla di Innocenzo III di evince inoltre che quella di S. Antonio è la chiesa del priorato di Bédoin. Essa, più che presumibilmente, coincide con l'attuale chiesa parrocchiale di Bédoin, dedicata in un primo tempo a S. Martino (dal XVI al XVIII secolo) e quindi, definitivamente, a S. Pietro. La chiesa di S. Maria non può essere considerata, poiché, dopo il 1024 essa non venne mai più menzionata (forse abbandonata e demolita, non è dato sapere, così come non è stata mai nota la sua dislocazione).
Tutto fa supporre, pertanto, come aveva intuito Dom Chantelou, che la chiesa intitolata a S. Pietro di Monestrol fosse l'attuale cappella di S. Maria Maddalena.
Essa, quindi, non è mai stata un priorato, né tantomeno la chiesa del priorato di Bédoin. Nel Cartulario del Vescovado di Carpentras si attesta, infatti, che ancora nel 1447 la cappella di Saint Pierre de Monestrol faceva parte delle chiese convocate dal Vescovo Barthélémi Vitelleschi per il Sinodo pasquale. Ma di Saint Pierre de Monestrol non è indicato alcun priore, bensì solo un rappresentante.
Il patronimico di Saint Pierre e la sua particolare specifica (Monestrol), quasi certamente decaddero nel corso del XVI secolo. Dom Chatelou fissa il cambiamento di vocabolo a seguito della Bolla di Papa Alessandro VI, con la quale il priorato di Bédoin venne unito al Capitolo del priorato benedettino dell'Abbazia di Montmajour. È infatti presumibile che, proprio in coincidenza con tale annessione, il vocabolo della cappella sia stato mutato da S. Pietro di Monestrol in S. Maria Maddalena, il cui culto era profondamente radicato e diffuso in Provenza.
Ma è proprio nei primi anni del Cinquecento che per l'Abbazia di Montmajour iniziò un rapido e inarrestabile periodo di decadenza, al punto che la stessa Abbazia dovette disfarsi di diversi suoi possedimenti, a partire da quelli più periferici, per ovviare a necessità finanziarie. Le terre attorno alla cappella della Madelène, una piccola fattoria isolata, nonché la cappella medesima, vennero infatti ceduti ad una famiglia di Carpentras.
Esistono, per di più, documenti legali datati 1569 e 1570 in cui si cita un "distretto della Madelène", e nella Biblioteca di Carpentras è presente un testo manoscritto del 1550 circa, nel quale si ricorda come la chiesa di S. Maria Maddalena sia stata in passato un convento di suore. Nei pressi della cappella, peraltro, si può vedere una lapide che ricorda come in quel luogo siano sepolte delle suore. Di fatto l'iscrizione, risalente al 1950 circa e scritta in un latino alquanto approssimativo, è stata posta dando credito all'antica testimonianza (forse una pia leggenda, forse la verità) secondo la quale, negli anni seguenti la fondazione dell'Abbazia di Montmajour, vi fosse sul luogo un piccolo convento abitato da una comunità di suore benedettine. Di certo si sa solo che la comunità benedettina di Montmajour fu effettivamente diretta in quegli anni da una suora. Poiché durante uno scavo nei pressi della cappella furono trovati resti di ossa femminili, questo fatto, aggiunto alla testimonianza (non confermata) del manoscritto citato, indusse i proprietari ad apporre la lapide.
Sempre nel medesimo manoscritto si afferma anche come la chiesa stessa faccia parte della proprietà dei "Signori della Madelène", che ne erano venuti in possesso, assieme alle terre e al supposto convento, acquistandola dall'Abbazia di Montmajour.
La tenuta e la cappella della Madelène risultano allora sin dalla prima metà del Cinquecento una proprietà privata. Il medesimo manoscritto precisa inoltre che la cappella non era più accessibile e funzionante, se non per cerimonie o devozioni eccezionali. E che nessun religioso viveva più sul posto e la custodiva. All'inizio del Settecento Alexandre du Filleul (o Tilleul), signore della Madelène, fu il rettore dell'Ospedale di Bédoin, e uno dei suoi discendenti, tale Joseph de Filleul, morto nel 1776 lasciò i suoi beni alla locale Confraternita del SS. Sacramento onde far celebrare delle Messe in suo suffragio, dopo la sua morte, nella cappella della Madelène. A questo punto si può affermare che il ricordo della denominazione "San Pietro di Monestrol" appare ormai definitivamente cancellato.
Durante il periodo della Rivoluzione la cappella fu totalmente abbandonata e spogliata dei suoi arredi interni. Solo nel 1863 fu restituita al culto, divenuto però ormai saltuario. Essa, infatti, si apriva ai fedeli solo nel giorno dedicato a S. Maria Maddalena. La cappella fu quindi restaurata una prima volta nel 1860, poi ancora nel 1953. Essa, nonostante fosse comunque frequentata dai fedeli del luogo sin dall'Ottocento, fu riaperta ufficialmente al culto una seconda volta nel 1971.
Col trascorrere degli anni la cappella e la tenuta circostante passarono di proprietà in proprietà. Nell'Ottocento esse appartennero alla famiglia Collet, detta quindi Collet de la Madelène. Da essa nacquero due fratelli: Jules (1820-1859), già citato, scrittore, che pubblicò il romanzo Le marquis des Saffras, ristampato nel 2008, e Henry (1829-1887), letterato e giornalista, che scrisse numerosi racconti, fra cui Jean des Baumes e La fin du marquisat d'Aurel, riediti nel 2012. La cappella è ancora proprietà privata ma è facilmente visitabile con l'accompagnamento di una guida. Inoltre, seguendo la tradizione, il 22 luglio, festa di S. Maria Maddalena, la cappella è aperta a tutti, prevalentemente agli abitanti di Bédoin, e vi si celebra la Messa.
Dal 18 agosto 1947 l'edificio ecclesiale è stato incluso fra i "Monumenti storici di Francia" con il nome di Chapelle de la Madeleine.

### Descrizione

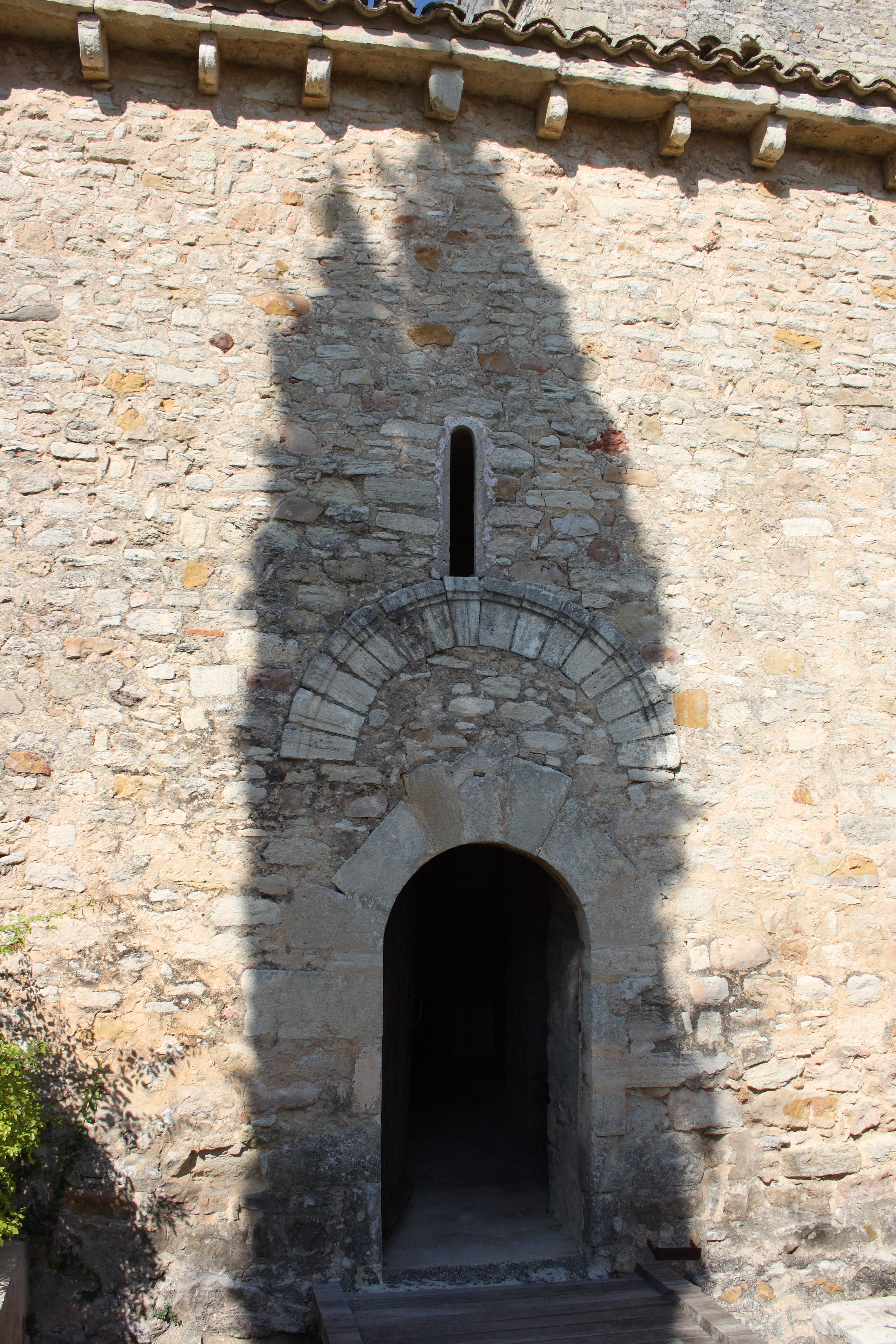
Il piccolo portale d'ingresso

#### Impianto e caratteri complessivi
La cappella della Madelène è un edificio a pianta quadrata di impianto basilicale a tre navate e tre absidi fuoriuscenti dal perimetro murario. La tripartizione interna non è percepibile dall'esterno poiché, fatta eccezione per il volume delle tre absidi addossate alla parete orientale, nessun elemento aggetta o fuoriesce dall'involucro murario. Anche la copertura, a due falde, dissimula la suddivisione e la struttura interna. Pertanto, l'effetto complessivo è quello di una costruzione essenziale, quasi povera, e chiusa in sé stessa. Di dimensioni ridotte, la cappella misura all'interno circa 10,30 m di lato, mentre le mura perimetrali hanno uno spessore di 65 cm. L'ingombro totale è dunque quello di un parallelepipedo a base quadrata di 11,80 m di lato.
La costruzione è orientata in modo da avere le quattro facciate volte ai quattro punti cardinali. L'andamento delle navate è Est-Ovest, con l'altare posto a ridosso della parete orientale. Su tale parete, al termine di ogni navata, vi sono le absidi, più ampia quella centrale che corrisponde alla maggiore larghezza della navata corrispondente, più modeste le due laterali. Esse sporgono dal muro perimetrale della facciata Est: sono costruite infatti al di fuori di essa e sono i soli volumi sporgenti dell'intero edificio. Assai più basse del vano interno, hanno forma emicilindrica e sono coperte da tetti semiconici costituiti da lastrine di pietra sovrapposte a scalare verso l'alto.

#### La copertura
Copre la cappella un semplice tetto a due falde simmetriche, con il colmo orientato Est-Ovest come le navate, che va dalla parete della facciata Ovest a quella della facciata Est. Sulle pareti di estremità del colmo (la Est e la Ovest) la copertura termina a filo muro, mentre sulle due pareti Nord e Sud, dove appoggia la parte bassa delle falde (o pareti di gronda), la copertura aggetta di quasi mezzo metro.
In origine la copertura era assai diversa. Realizzata in lastroni di pietra sormontati, aveva il colmo marcatamente più basso e la pendenza delle falde assai minore. Quando, alla fine del Settecento, il manto di pietre, ormai invecchiato e disconnesso, fu sostituito da uno in coppi maritati (tegole alla romana), bisognò aumentare la pendenza e quindi innalzare il colmo. Tutta la costruzione, così come la si vede, risultò più slanciata e l'interno acquisì volume ma essa perdette quel carattere compatto, raccolto, quasi tozzo e racchiuso che possedeva all'inizio e che doveva certamente creare un'atmosfera del tutto particolare, intima e assai suggestiva.
Ma il primo cambiamento importante era avvenuto già molto prima, nei primi anni del 1100, a solo un secolo dalla costruzione, quando si decise di aumentare l'altezza del campanile.

#### La torre campanaria
Il campanile della cappella fu ideato e realizzato in modo piuttosto desueto. Ha pianta quadrata e non parte dal suolo, bensì dal tetto, poggiandosi sulle strutture interne della chiesa e, in particolare, sul muro della facciata Est. Orientato come la cappella, ciò che lo rende diverso e forse unico è il fatto che la sua parete orientale coincide con quella della cappella stessa, sì da costituirne il prolungamento. La torre campanaria viene così a far parte del corpo dell'edificio, sia volumetricamente che strutturalmente. E ciò anche per le sue dimensioni: il lato del campanile è infatti pari alla larghezza della navata centrale. Esso, pertanto, sulla facciata Est, prolunga il muro perimetrale al di sopra delle tre absidi per una larghezza pari a più di un terzo della larghezza totale della facciata stessa.
In origine il campanile era più basso di quanto non sia oggi, e quindi assai più tozzo, poiché si innalzava oltre il colmo del tetto di soli quattro metri. Ciò contribuiva non poco a conferire alla cappella quel carattere compatto e raccolto di cui si è già detto. Circa cento anni dopo la sua costruzione fu deciso di aumentarne l'altezza, aggiungendo altri tre metri e mezzo di torre a quella preesistente. In questo modo fu realizzata anche una camera campanaria più spaziosa e, come si vedrà, aperta su tutti e quattro i lati, aumentando così la capacità di diffusione del suono. La copertura del campanile è formata da una cupola ribassata, anch'essa, come le absidi, ricoperta da lastrine di pietra che si sormontano sino a formare quasi una mezza sfera. La linea di divisione fra parte vecchia e sopraelevazione è segnata da un cordolo toroidale che sporge di poco lungo tutto il perimetro della torre.

#### La struttura interna

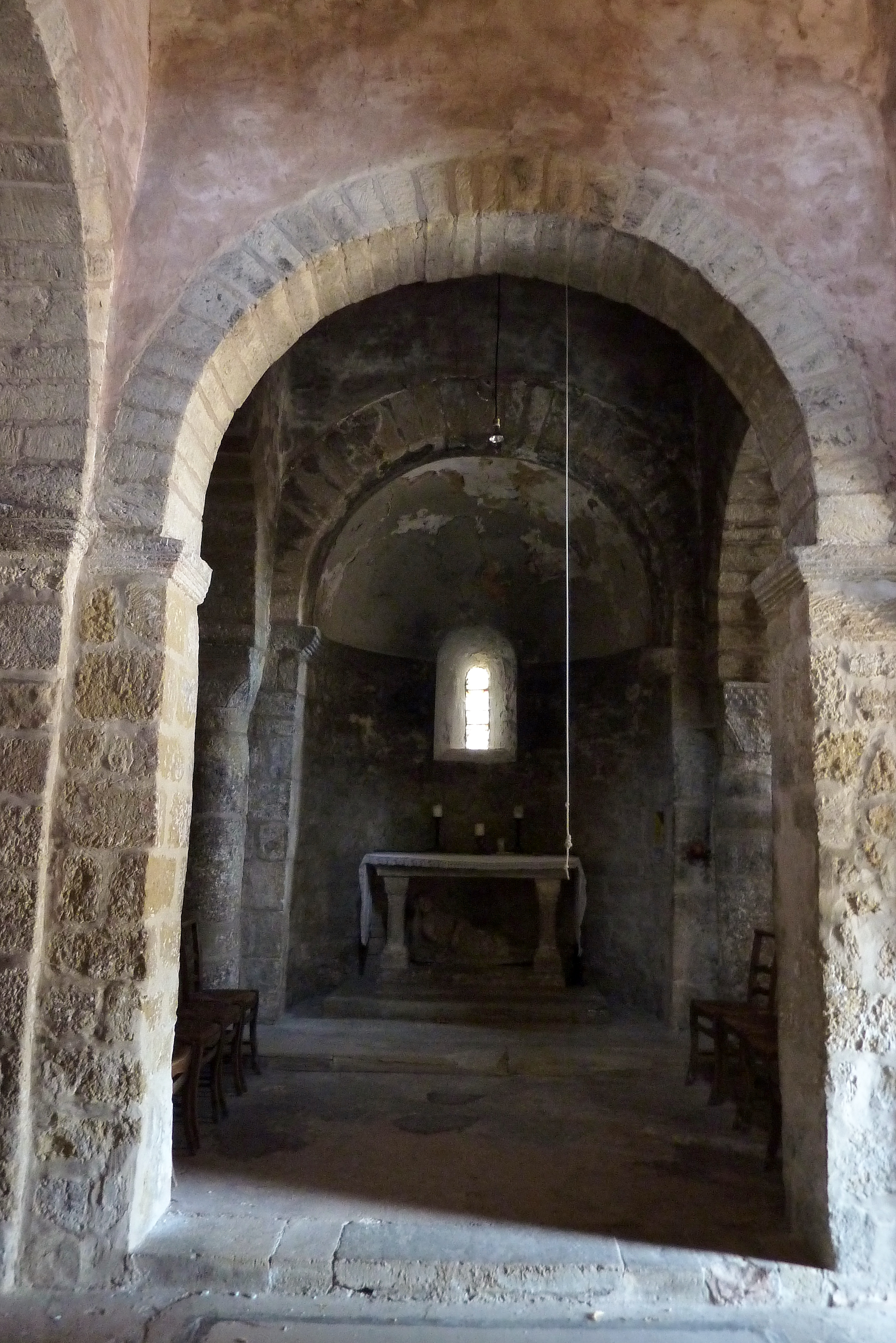
La navata centrale

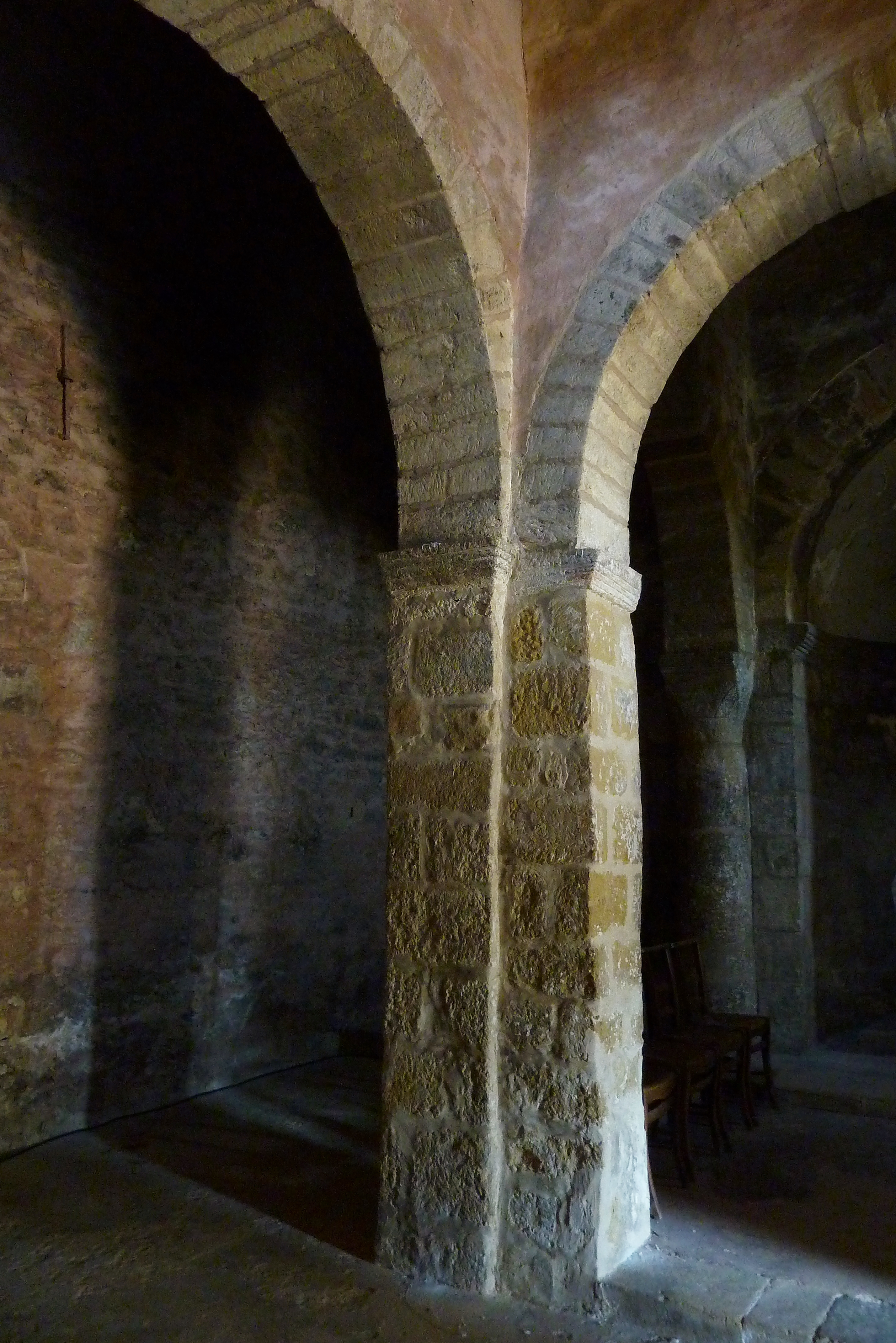
Uno dei due pilastri a tre lesene

Entrando nella cappella si scopre ciò che l'esterno di essa nasconde o non lascia intuire. Lo spazio è al tempo stesso libero e ben articolato, suddiviso in tre "corridoi", o navi, i quali, nonostante le ridotte dimensioni del vano totale, scandiscono con efficacia il volume interno. Tale suddivisione è resa più percepibile da quattro piedritti molto bassi, dai quali si dipartono due archi a tutto sesto, formati da conci di pietra accuratamente sagomati; essi sorreggono i due muri longitudinali collegati in alto da una volta a botte, che a sua volta sostiene il colmo e la parte centrale della copertura.
La partizione della cappella è dunque affidata soltanto a due coppie di elementi verticali che si fronteggiano e che lasciano intuire una navata centrale e due più strette laterali. I due piedritti prossimi alla parete dell'altare e delle absidi sono in realtà due colonne lisce, realizzate con ricorsi di conci in pietra regolari e ben lavorati e sormontate da due capitelli a base quadrata che vanno allargandosi e lievemente incurvandosi all'esterno sino alla loro sommità, laddove si impostano gli archi. Gli altri due, invece, sono dei pilastri squadrati a tre lesene. Anch'essi sono costruiti con pietre ben lavorate e sostengono l'imposta di tre archi a tutto sesto; hanno però capitelli assai semplici, composti da un sottile abaco e da un piccolo echino.
Il terzo arco, anch'esso gravato da un muro che sale sino alla copertura, lega i due pilastri fra loro in senso trasversale, assicurando così l'irrigidimento ortogonale della struttura.
Le due navate laterali, più strette, non possiedono archi trasversali o altre strutture d'irrigidimento: esse terminano in alto con due volte a botte, ovviamente parallele a quella centrale, che sostengono le due parti laterali della copertura.
Ancora due archi, infine, legano i pilastri alla parete perimetrale della facciata Ovest, completando la struttura interna. In questo modo la struttura muraria che sostiene la copertura non è immediatamente percepibile, poiché si arresta sugli archi e rimane rialzata. Ciò permette allo spazio inferiore, dal piano di calpestio ai capitelli, di essere completamente fruibile, e di essere occupato solo dai quattro piedritti che, assieme alle pareti perimetrali, sostengono le tre volte a botte e quindi tutta la struttura interna e le falde della copertura.
Osservando solo lo spazio inferiore, quello che va dal suolo all'altezza d'uomo, e non considerando la scansione in tre navate, si può leggere una suddivisione del vano complessivo in modo completamente diverso. Le quattro colonne-pilastri infatti, poste come sono una di fronte all'altra, definiscono uno spazio quadrato centrale circondato su tutti i lati da un "corridoio". Il pavimento rialzato fra i quattro piedritti accentua la sensazione che si sia voluto evidenziare e circoscrivere, tramite le colonne e i pilastri, una zona centrale di particolare importanza. Un luogo focale. Tutto ciò fa pensare alla possibilità che, in corrispondenza di quel quadrato, esistesse una piccola costruzione sacra (forse una cappella primordiale o funeraria), antecedente alla costruzione della cappella e della quale non si è voluto perdere il ricordo.

#### I materiali
Al tempo della costruzione l'unico materiale a disposizione nella zona era la pietra. Pertanto, sia i muri perimetrali che quelli interni e la stessa copertura furono realizzati in blocchi di calcare litoide, appena sgrossato a mano, e di arenaria, più leggera e più facilmente lavorabile per le parti, come gli archi e le murature interne, che necessitavano di una sagomatura più precisa. Un altro "materiale" a disposizione erano le pietre già tagliate o molate che facevano parte dei ruderi della precedente villa romana. Le mura perimetrali sono dunque eseguite in blocchi irregolari di pietra, sommariamente adattati e legati dalla calcina. Ad essi sono mescolati conci grezzi di arenaria. Per realizzare gli incastri angolari furono impiegate pietre più grandi e meglio sagomate, molte delle quali verosimilmente estratte dai ruderi della villa. Anche i piedritti di molte aperture, e in particolare quelli delle due porte d'ingresso, sono di certo pezzi reimpiegati di precedenti costruzioni.
Se all'esterno domina la grigia pietra calcarea, all'interno, escluse le parti sottoposte a maggior sollecitazione, appare più frequente l'uso dell'arenaria, dal colore ocra pallido.
Anche la regolarità dei blocchi varia: minima, appena accettabile all'esterno, diviene più marcata nelle strutture murarie interne e raggiunge ottimi livelli di fattura nelle sezioni degli archi. Grandi lastroni di calcare grigio scuro ricoprono il pavimento.

#### Le aperture
Le aperture della cappella, per il loro numero e per la loro dimensione, indicano con una certa evidenza gli intendimenti e la particolare interpretazione religiosa dell'architettura sacra che ispirarono gli ideatori e i costruttori, nelle prime decadi dell'XI secolo, ai confini geografici della diffusione del cristianesimo. Le finestre, poche e di dimensioni assai ridotte, non permettono un'illuminazione interna sufficiente, anzi sembrano voler lasciare fuori la luce, se non per lo stretto indispensabile, e con essa il mondo esterno, creando nella cappella non tanto una penombra quanto una vera oscurità, stemperata dai minimi fasci luminosi che penetrano dalle finestre, quasi feritoie o fessure tagliate nei muri; queste aperture erano in origine soltanto sei per tutta la chiesa. È questa la trasposizione architettonica di un preciso concetto: chi entra nel luogo sacro si lascia alle spalle la realtà esterna, e la vera luce che risplende nella cappella è la luce divina che solo gli occhi della fede vedono, la luce della fede stessa che, forse, si esprime materialmente con le fiammelle dei ceri presenti all'interno o portati dai fedeli, fiammelle a loro volta simboli della fede e quindi specchio della luce divina.
Dio illumina i luoghi del culto, non il sole. Questa concezione, quasi catacombale, tipica del primo cristianesimo, e che favoriva anche l'isolamento ed il raccoglimento, fu verosimilmente accentuata dal tipo di comunità che abitava il sito e che decise l'edificazione della chiesa: una comunità di asceti, di eremiti e di religiosi anacoreti.
Traducendo in numeri si annota come la cappella fosse "illuminata" da sole 6 finestre/feritoie (divenute poi 8 quando, nel 1500, ne furono aggiunte 2 sulla facciata Sud), tutte della stessa forma, molto strette, con larghezza massima di 18 cm e non più alte di 65–80 cm, rettangolari e chiuse in alto da un archetto. Unica eccezione, ma vi sono forti dubbi che sia originaria e non aggiunta nel 1500, è la bifora nella parte Ovest, che raccoglie peraltro la luce del tramonto.
Dividendo le finestre per facciate avremo che la Nord è del tutto cieca, la Sud era originariamente cieca, poi, come accennato, vi furono aperte due finestre nel 1500, la Ovest aveva certamente due finestre ai lati e forse già in origine una bifora nel mezzo. Infine la facciata Est, che presenta le tre finestrine delle tre absidi. Tutte le aperture sono protette da vetri, meno le tre aperture absidali nelle quali i vetri furono sostituiti nel 1951 da lastrine di alabastro di Volterra.
Tutte le finestrine sono sul filo esterno dei muri, ma solo quelle delle absidi e le due realizzate posteriormente hanno una svasatura, o imbotto, profondo quanto la parete stessa. Gli imbotti hanno tutti la stessa forma delle finestre, rettangolare con il profilo arcuato in alto.
Anche il campanile originario (a un livello) era scarso di aperture, avendo una piccola bifora su tre lati soltanto (manca la bifora a Ovest). Ma la realizzazione del secondo livello della torre, cento anni dopo, mostra una tecnologia assai più evoluta. Le bifore sono su tutti e quattro i lati e la loro dimensione è assai maggiore. Inoltre i lunotti, con i due archi soprastanti la colonnina centrale, sono ricavati da un'unica lastra di pietra. L'effetto è di una grande leggerezza del dado superiore a paragone con la massiccia e grezza parte inferiore.
Le porte d'ingresso erano all'inizio due. Non furono aperte, però, come sarebbe spontaneo pensare, nella parete Ovest, all'inizio delle navate, bensì una di fronte all'altra in due pareti diverse e opposte: la Nord e la Sud. Si entrava dunque lateralmente. Ambedue gli ingressi sono formati da una porta ad arco sovrastata da un secondo arco di alleggerimento, più ampio, che sostiene il carico della muratura. La porta Nord fu però ben presto murata per ragioni sconosciute.

Quella sul lato Sud, l'unica rimasta aperta, è molto bassa e occorre chinare la testa per entrare. Anche questo particolare è da attribuire ad un principio religioso di umiltà, necessaria quando si varca la soglia di un luogo sacro. La porta Sud è stata poi ampliata in periodo tardo-medioevale, forse per compensare l'eliminazione dell'accesso Nord. Questo ampliamento ha comportato il rifacimento dei due archi sovrapposti e della muratura d'angolo, realizzati con elementi lapidei di migliore qualità e meglio disposti, certamente provenienti da preesistenti costruzioni.

Non è però noto in quale data o periodo la porta sul lato Nord fu totalmente murata. Un'analisi anche solo morfogica del materiale di riempimento del vano-porta suggerisce che il lavoro fu fatto a breve distanza di tempo dall'ultimazione della costruzione della cappella e alcune analisi specifiche lo hanno confermato. Di questa eliminazione dell'accesso dal lato Nord non si conosce neanche la ragione, né sinora si è riusciti ad ipotizzarne una attendibile.
La cappella ha un altro ingresso al centro della parete Ovest. Si tratta di un'ampia apertura con arco a tutto sesto, chiusa da un portone di legno. Tale pesante intervento fu realizzato nel 1973 e si deve ad una giovane comunità di benedettini, appena fondata dal padre Gérard Calvet  che era in cerca di una sede e che si installò presso la cappella nel 1970. L'abate Calvet riuscì in qualche modo ad ottenere dalle Autorità il permesso di modificare radicalmente la facciata con la realizzazione di tale incongruente portone. Né si poteva sostenere che anticamente su quel muro fosse stato presente un varco in seguito murato: per la regolarità dei ricorsi di pietra e l'omogeneità dell'opera muraria complessiva il muro mostrava chiaramente che mai era stata praticata in esso la più piccola apertura. Questa grave manomissione di un monumento antico, anche per le sue dimensioni, ha snaturato l'architettura della cappella, nonché il principio che ispirava la sua costruzione chiusa e raccolta. Alla fine del 1981 i benedettini trovarono miglior sede nel vicino paese di Le Barroux dove edificarono ex novo l'abbazia di Santa Maddalena, abbandonando del tutto la cappella della Madeleine di Bédoin. Ma la grande porta è rimasta, opera profondamente discutibile, sicché, per ritrovare l'atmosfera originaria, occorre tener chiuso il portone e continuare a usare l'angusto ingresso laterale pensato all'origine dai primi costruttori dell'anno 1000.

#### Le decorazioni

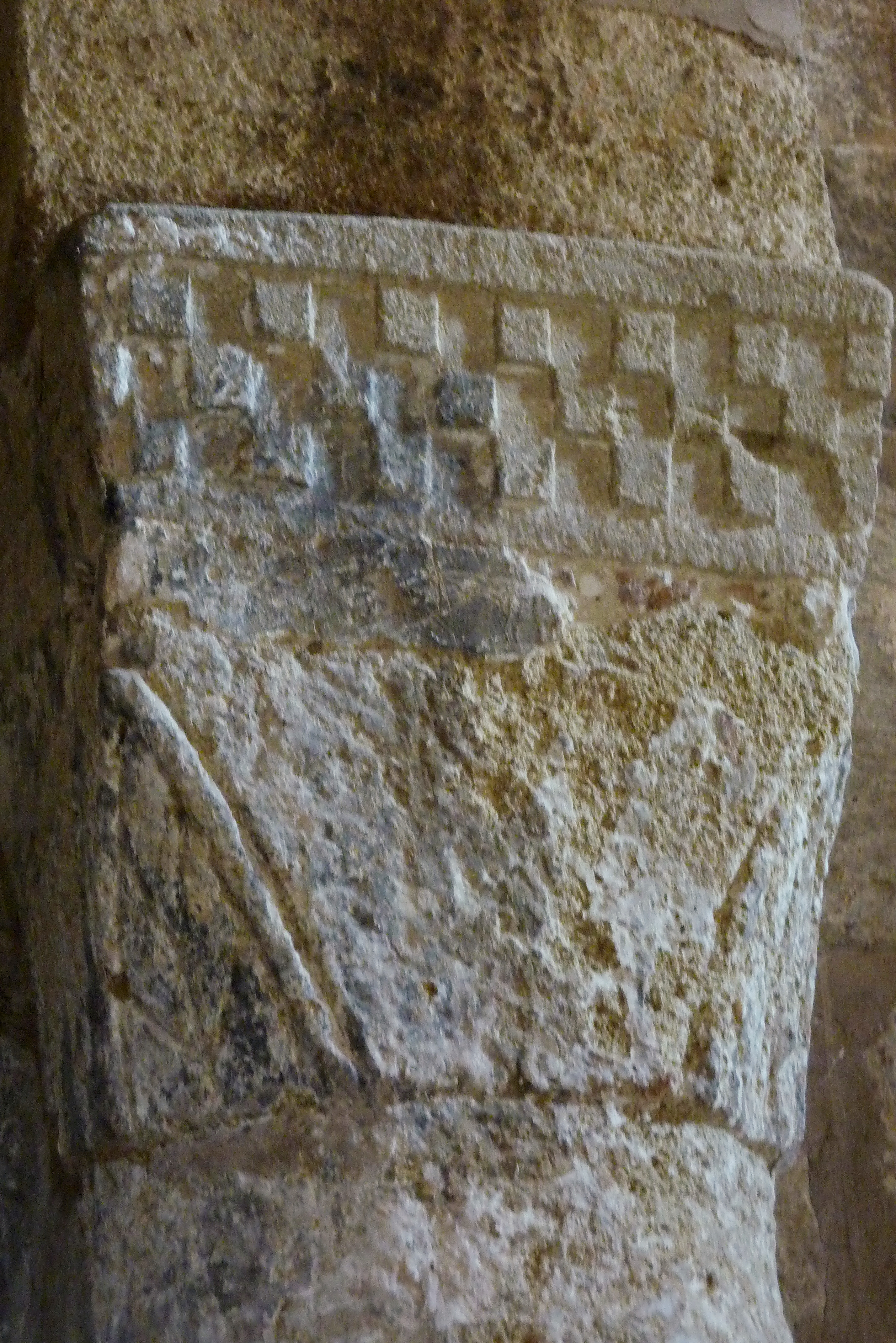
Uno dei capitelli decorati

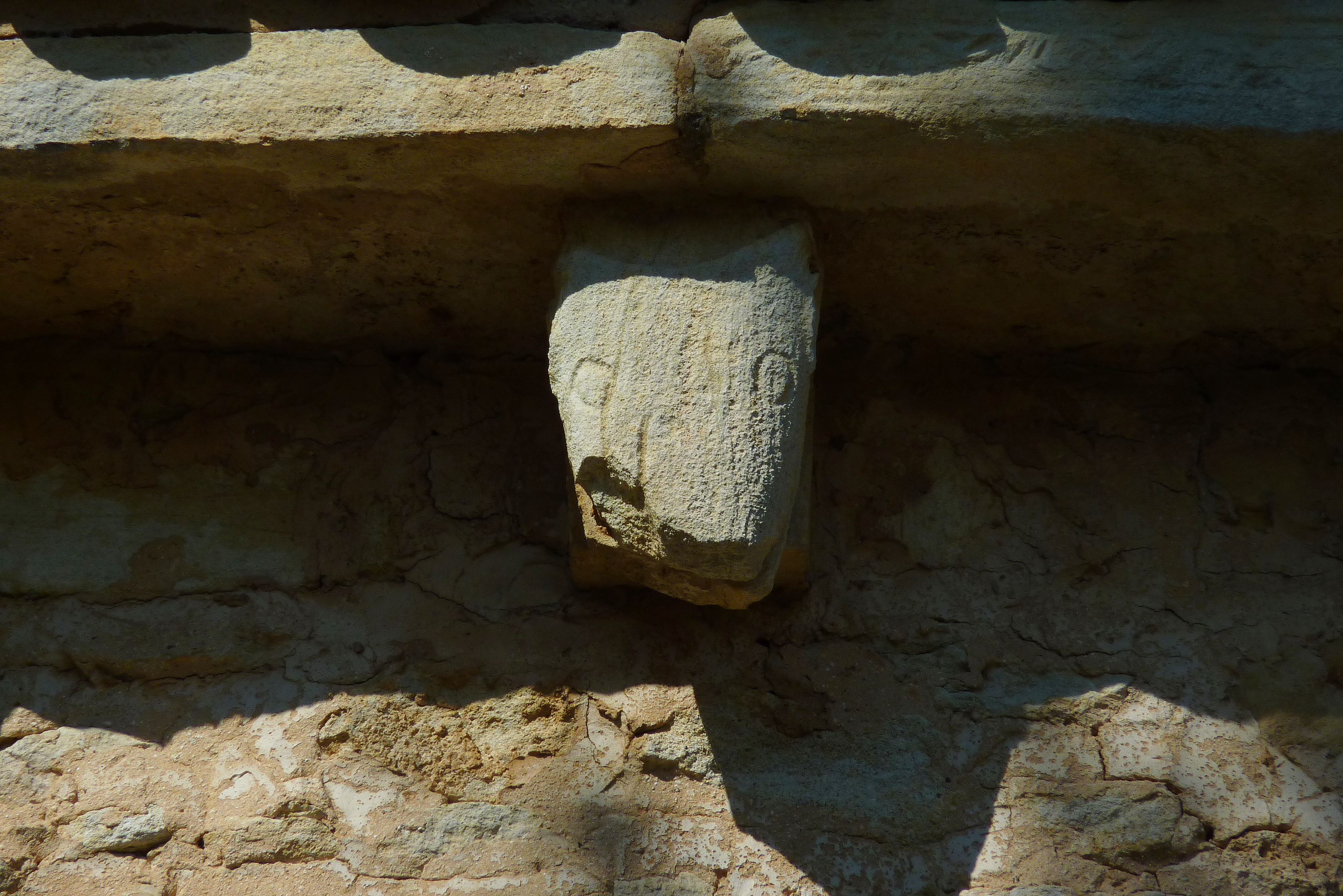
Testa di trave del tetto decorata

Com'è facilmente intuibile la cappella è assai povera di elementi decorativi. All'esterno solo le pareti Nord e Sud presentano un cornicione di modeste dimensioni in corrispondenza dell'aggetto della falda di copertura, il quale conclude in alto la grezza superficie dei muri perimetrali. I cornicioni sono ornati da motivi geometrici e da modiglioni a forma di rosoni o di teste di animali. Da essi sporgono le mensole in pietra arrotondata che prolungano all'esterno le travi lignee che sostengono il manto di tegole. Il tutto è comunque pesantemente eroso dal tempo.
All'interno i soli tratti decorativi appaiono sui capitelli delle due colonne. Il capitello di sinistra (guardando le absidi) è coronato da un semplice dado d'imposta dell'arco, assai schiacciato, mentre il capitello destro reca un abaco più elaborato, a bande orizzontali sui fianchi, e una decorazione a scacchiera tridimensionale sulla faccia anteriore.
I capitelli sono cilindrici nella parte bassa, a contatto con i fusti colonnari, poi, innalzandosi, si allargano a formare tre facce trapezoidali legate agli angoli smussati da due motivi decorativi fogliari, triangolari e stilizzati. Inoltre, si nota come soltanto le due colonne siano provviste di basi a terra, costituite da semplici lastre circolari, mentre i due pilastri ne sono privi. Infine, le pareti dell'abside centrale appaiono intonacate, e si sa dagli archivi che esse furono oggetto di decorazioni pittoriche nel 1800, ormai del tutto scomparse. Peraltro, in altre parti della cappella sono presenti zone intonacate, ma non esistono testimonianze o documentazioni circa delle pitture.
Il piccolo altare situato nell'abside maggiore e la statua di S. Maria Maddalena posta al di sotto di esso sono state inserite negli anni cinquanta e sessanta.

## Attività
Oltre all'organizzazione di visite guidate, iniziata negli anni 1950, nel 2008 fu fondata una "Associazione Amici della Cappella", che organizza da Maggio a Settembre delle manifestazioni culturali all'interno della cappella stessa: concerti di musica da camera e corale, esibizioni musicali di solisti, letture di testi provenzali, etc.

## Note

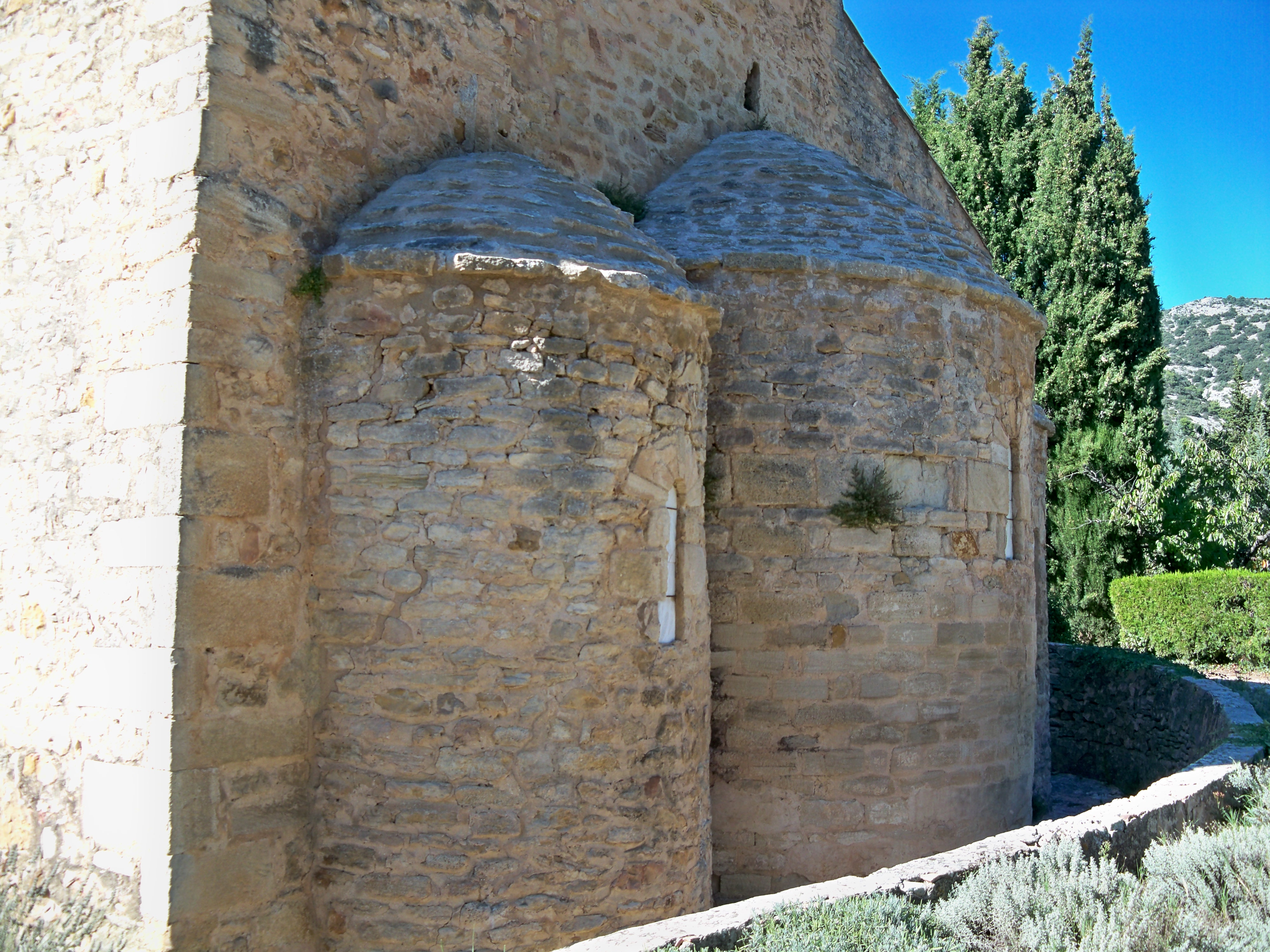
Le absidi, angolo Sud-Est